# Actinodiscidae
Actinodiscidae é uma família de cnidários antozoários da ordem Corallimorpharia.

## Géneros
- Actinodiscus
- Actinotryx
- Rhodactis Milne Edwards & Haime 1851